# Pi Coronae Borealis
Pi Coronae Borealis (π Coronae Borealis, förkortat Pi CrB, π CrB) som är stjärnans Bayerbeteckning, är en ensam stjärna belägen i den mellersta delen av stjärnbilden Norra kronan. Den har en skenbar magnitud på 5,58 och är svagt synlig för blotta ögat där ljusföroreningar ej förekommer. Baserat på parallaxmätning inom Hipparcosuppdraget på ca 13,4 mas, beräknas den befinna sig på ett avstånd på ca 243 ljusår (ca 75 parsek) från solen. Den rör sig närmare solen med en radiell hastighet på -5 km/s. och ingår troligen (98 procent sannolikhet) i Vintergatans tunna skiva.

## Egenskaper
Omikron Coronae Borealis är en utvecklad orange till gul jättestjärna av spektralklass G9 III:, där ”:” anger viss osäkerhet om dess klassificering (Bartkevicius och Lazauskaite (1997) klassificerade den som K0 III.). Den har en massa som är omkring 60 procent större än solens massa, en radie som är ca 10 gånger större än solens och utsänder från dess fotosfär ca 39 gånger mera energi än solen vid en effektiv temperatur på ca 4 700 K. Stjärnans innehåll av järn är lägre än i solen och den anses ha brister ifråga om metallhalt.